# Valenciennea

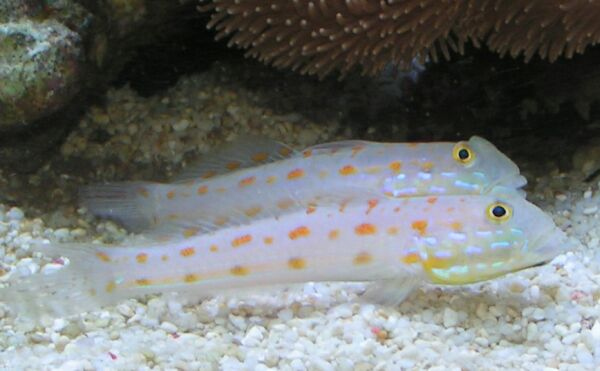
Valenciennea puellaris

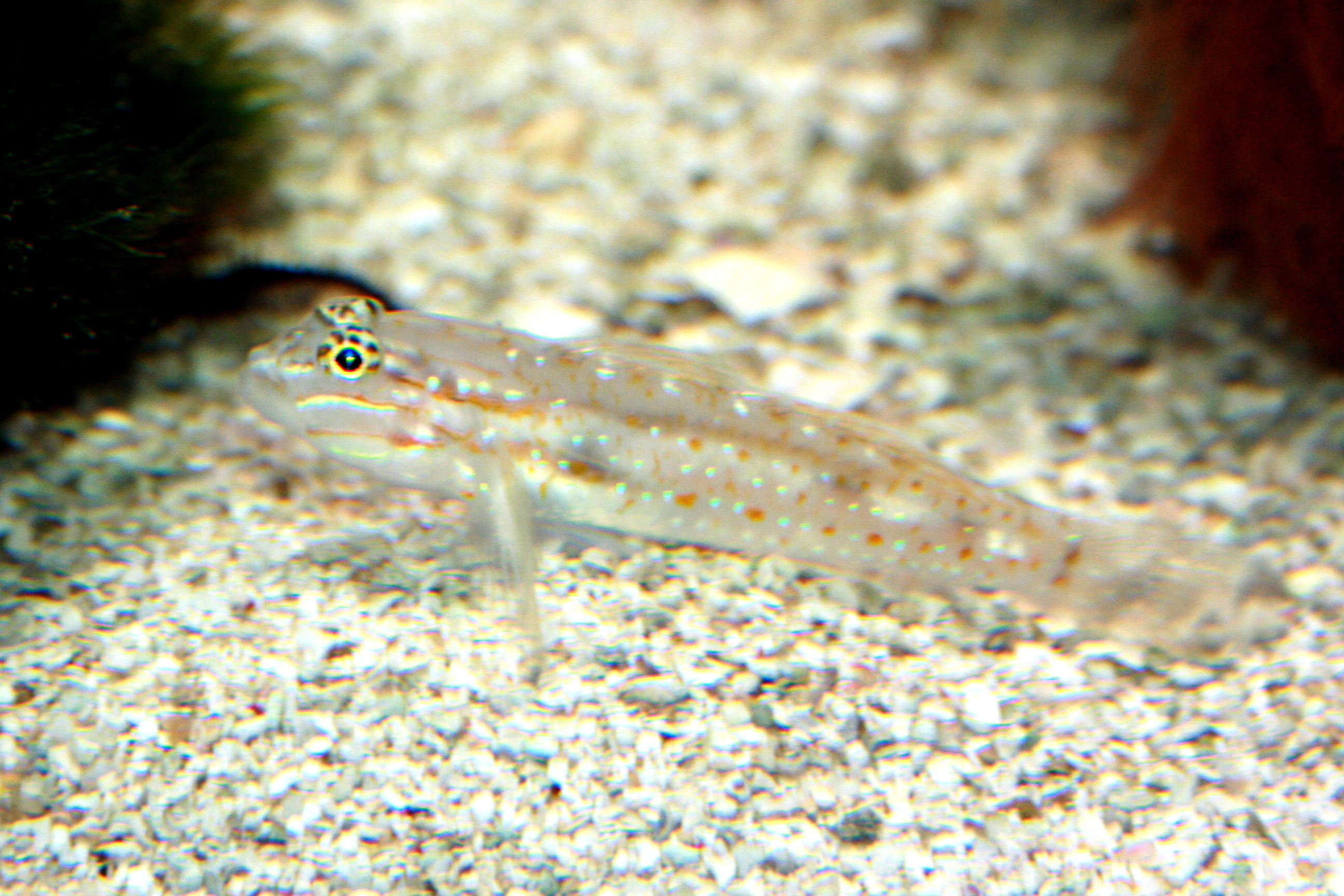
Valenciennea sp.

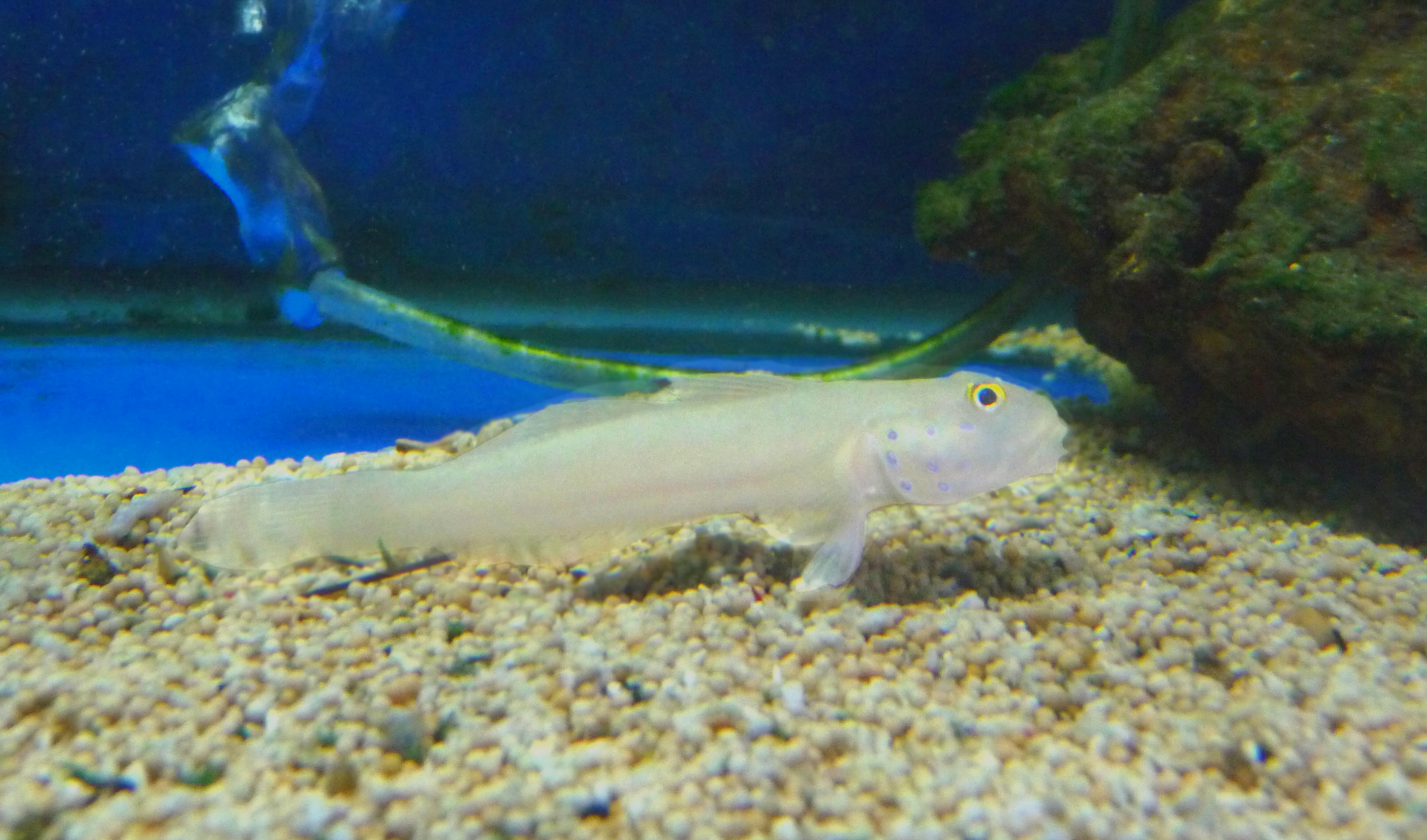
Valenciennea sexguttata

Valenciennea és un gènere de peixos de la família dels gòbids i de l'ordre dels perciformes. Va ésser així nomenat en honor del zoòleg francès Achille Valenciennes.

## Taxonomia
- Valenciennea alleni (Hoese & Larson, 1994)[3]
- Valenciennea bella (Hoese & Larson, 1994)[3]
- Valenciennea decora (Hoese & Larson, 1994)[3]
- Valenciennea helsdingenii (Bleeker, 1858)[4]
- Valenciennea immaculata (Ni, 1981)[5]
- Valenciennea limicola (Hoese & Larson, 1994)[3]
- Valenciennea longipinnis (Lay & Bennett, 1839)[6]
- Valenciennea muralis (Valenciennes, 1837)[7]
- Valenciennea parva (Hoese & Larson, 1994)[3]
- Valenciennea persica (Hoese & Larson, 1994)[3]
- Valenciennea puellaris (Tomiyama, 1956)[8]
- Valenciennea randalli (Hoese & Larson, 1994)[3]
- Valenciennea sexguttata (Valenciennes, 1837)[7]
- Valenciennea strigata (Broussonet, 1782)[9]
- Valenciennea wardii (Playfair, 1867)[10][11][12][13][14][15][16]